# دبلیو. اچ. جکوبی
دبلیو. اچ. جکوبی (انگلیسی: W. H. Jacoby; ۱ ژانویهٔ ۱۸۴۱ – ۱ ژانویهٔ ۱۹۰۵) یک عکاس آمریکایی بود. مجموعه‌ای از تصاویر برجسته‌نمای او با عنوان «دیدگاه‌های هنری جکوبی از مینه‌سوتا» منتشر شد. موزه گتی برخی از آثار او را در مجموعه خود دارد.
پسرش چارلز به شرکت پیوست و نام آن به دبلیو. اچ. جکوبی و پسر تغییر یافت. بسیاری از تصاویر او برای کارت پستال استفاده می‌شد.

## نگارخانه

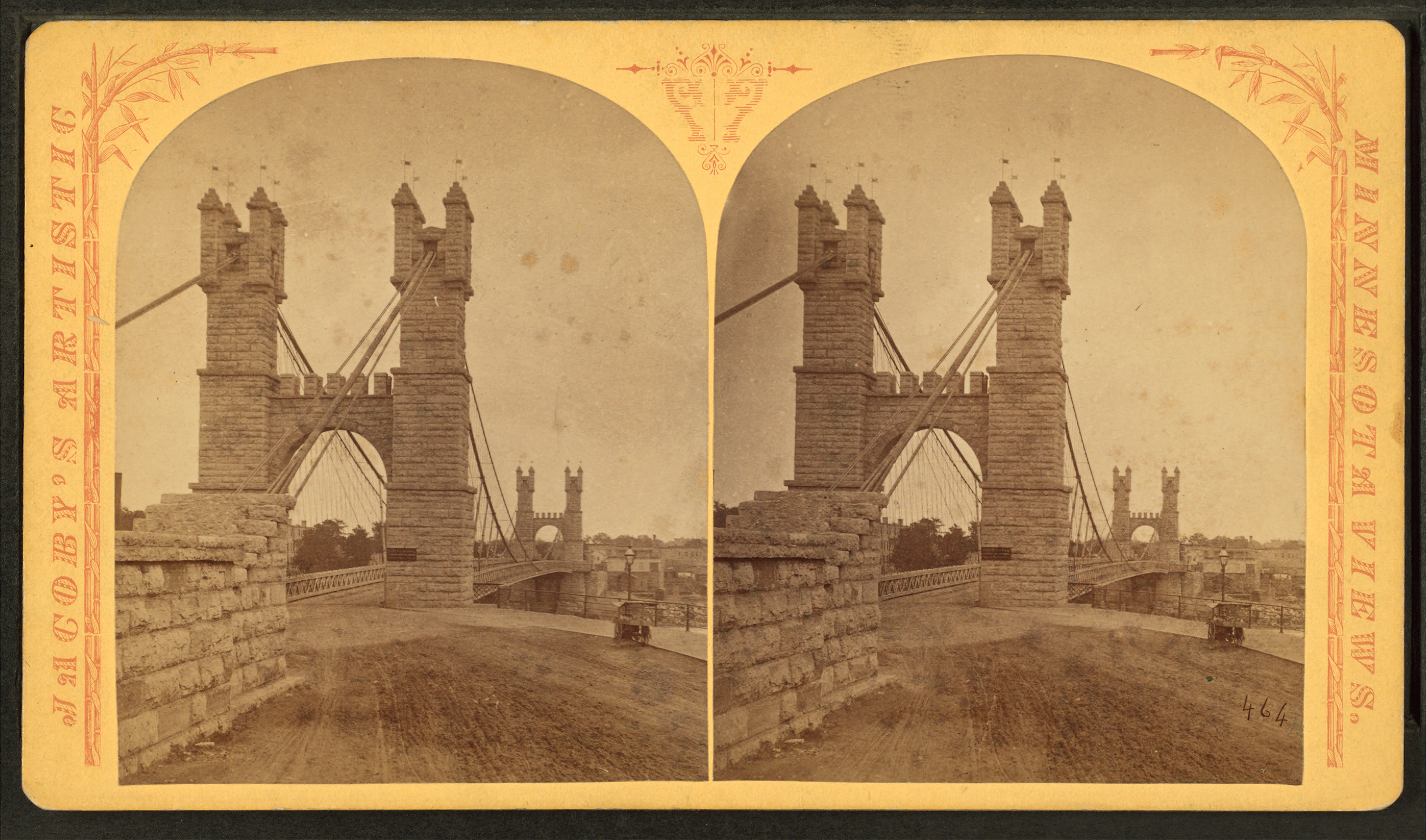
پل معلق
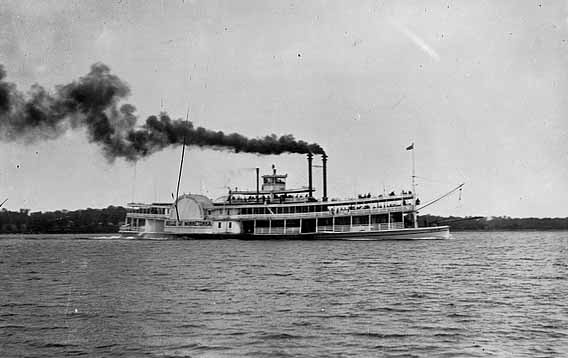
بل از مینه‌تونکا
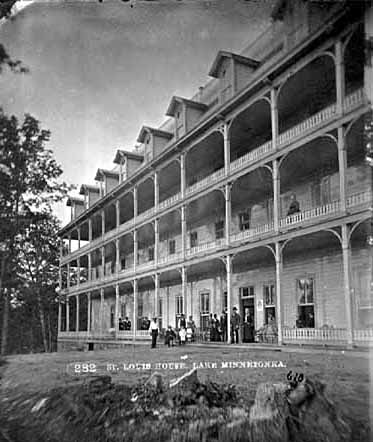
هتل سنت لوئیس در دیپ‌هیون، مینه سوتا
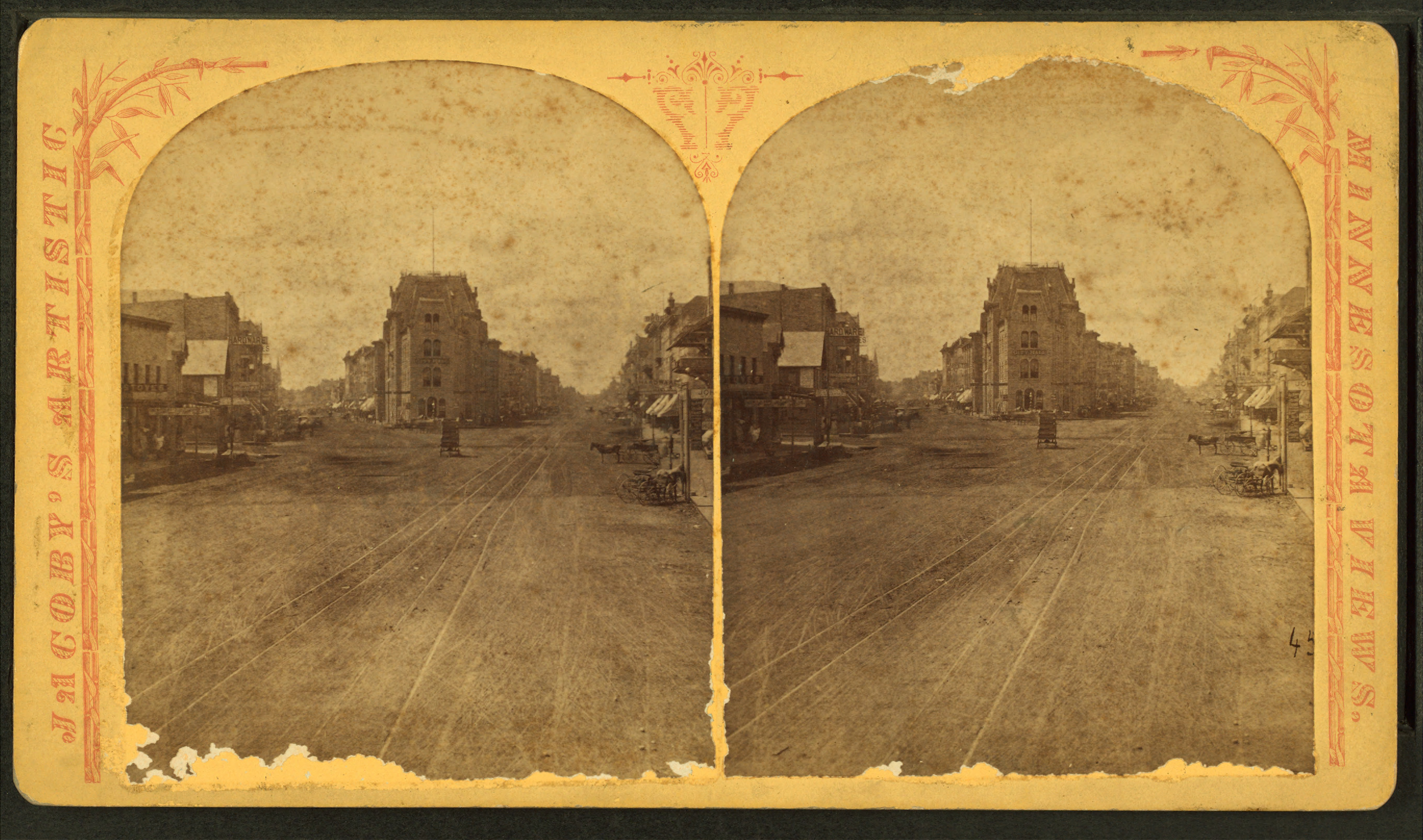
تالار شهر قدیمی در خیابان نیکولت و خیابان هنپین
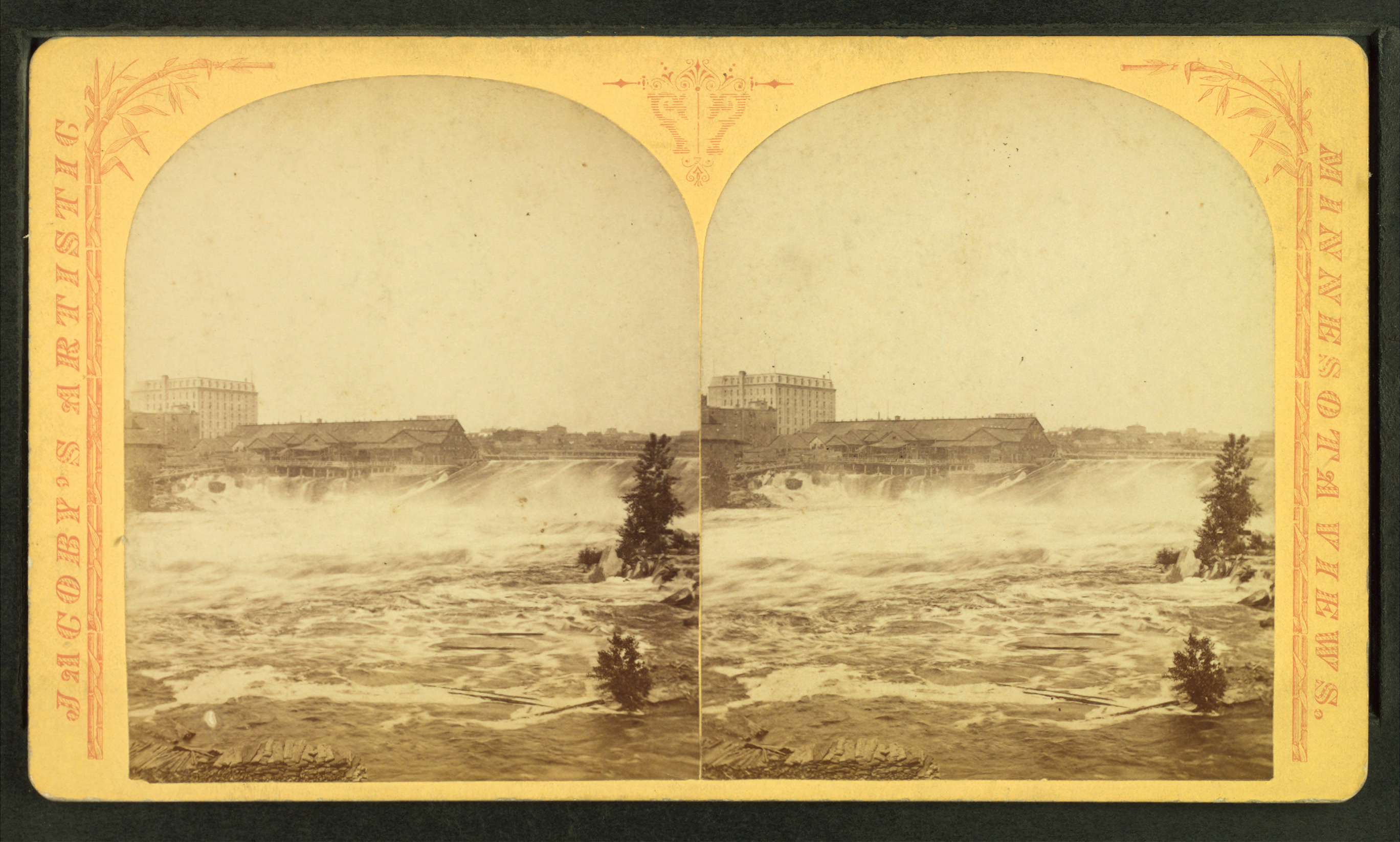
آبشار سنت آنتونی، اثر دبلیو. اچ. جکوبی
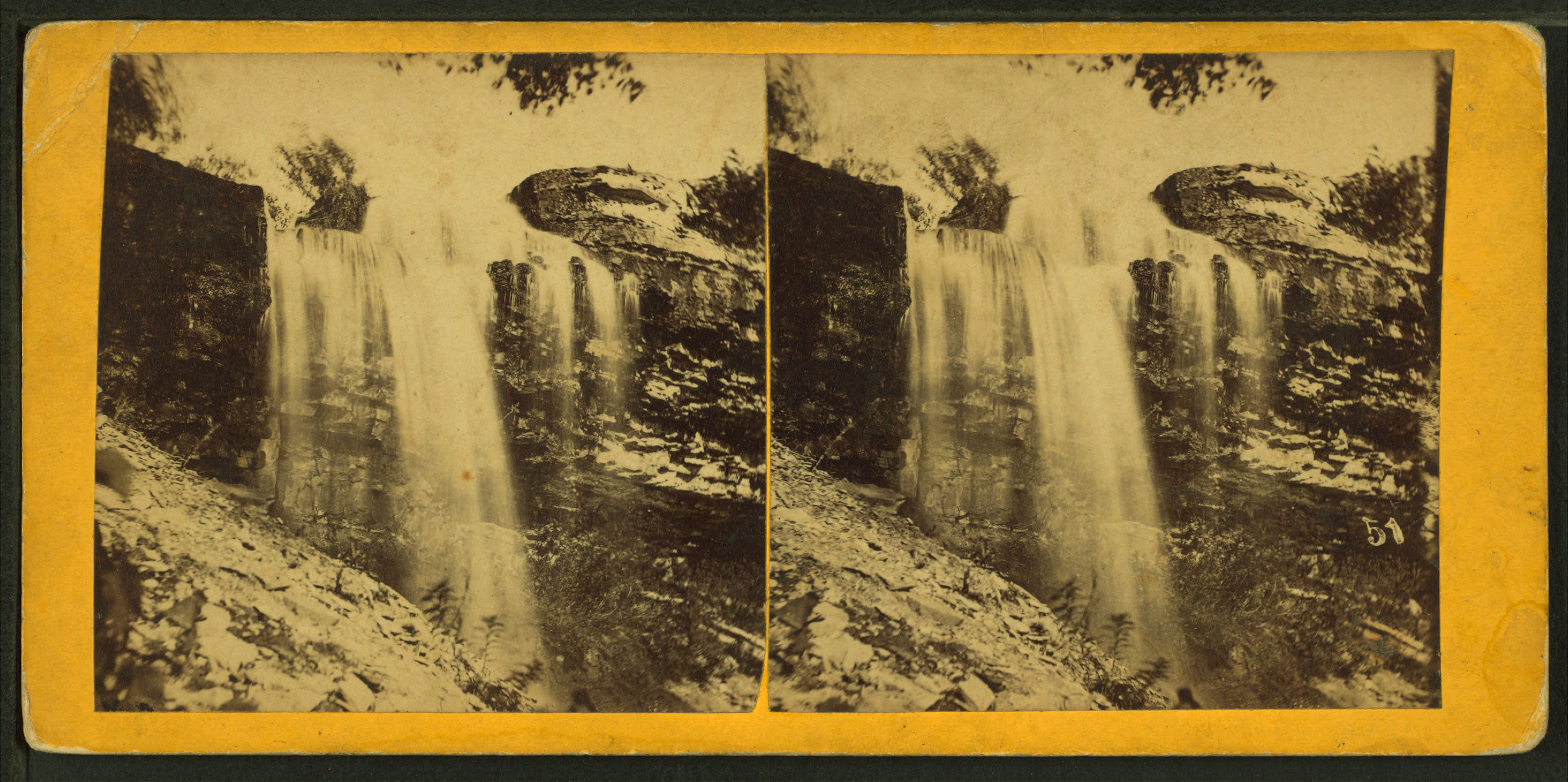
آبشار نقره‌ای
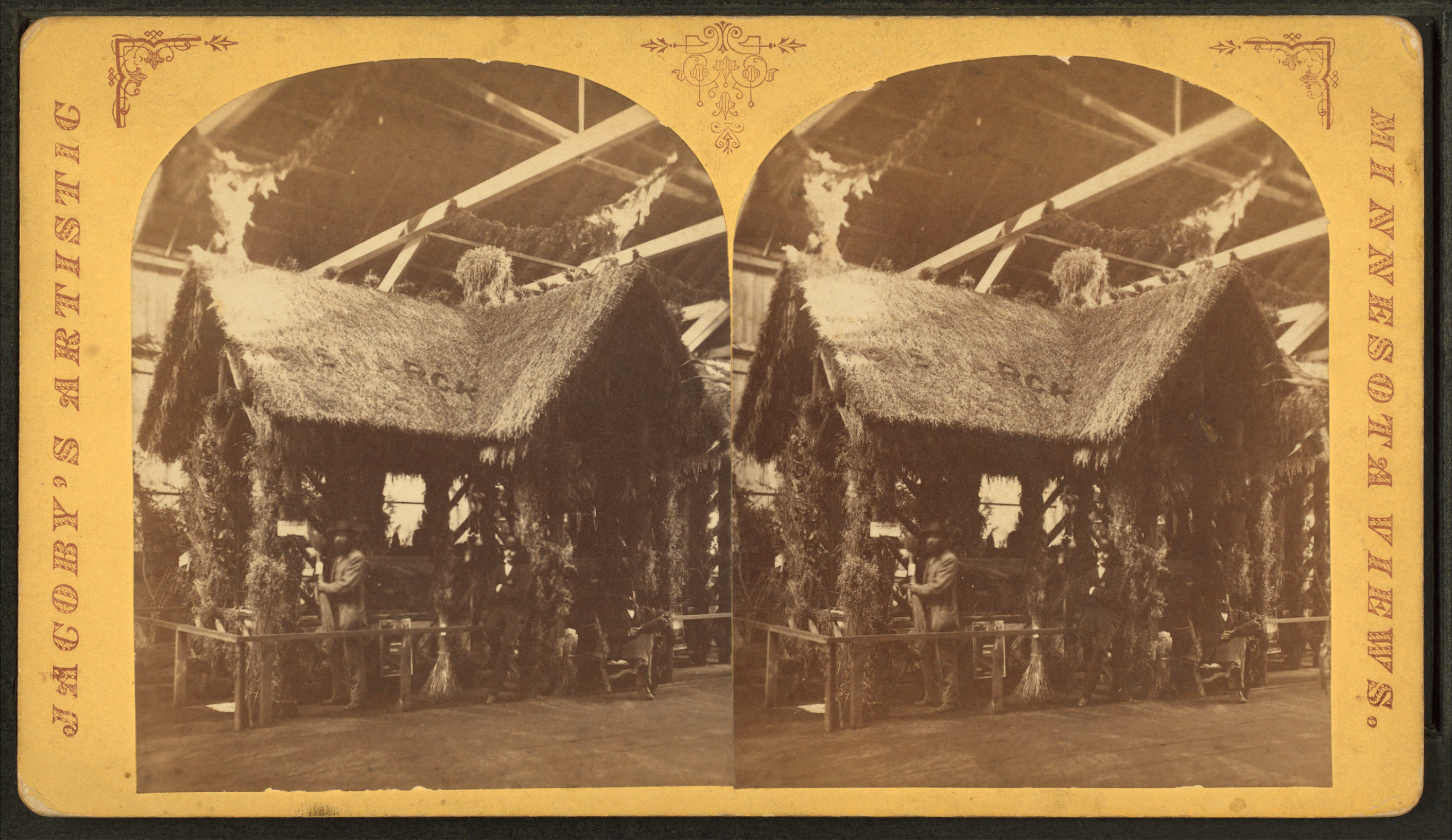
مناظر مینه‌ سوتا
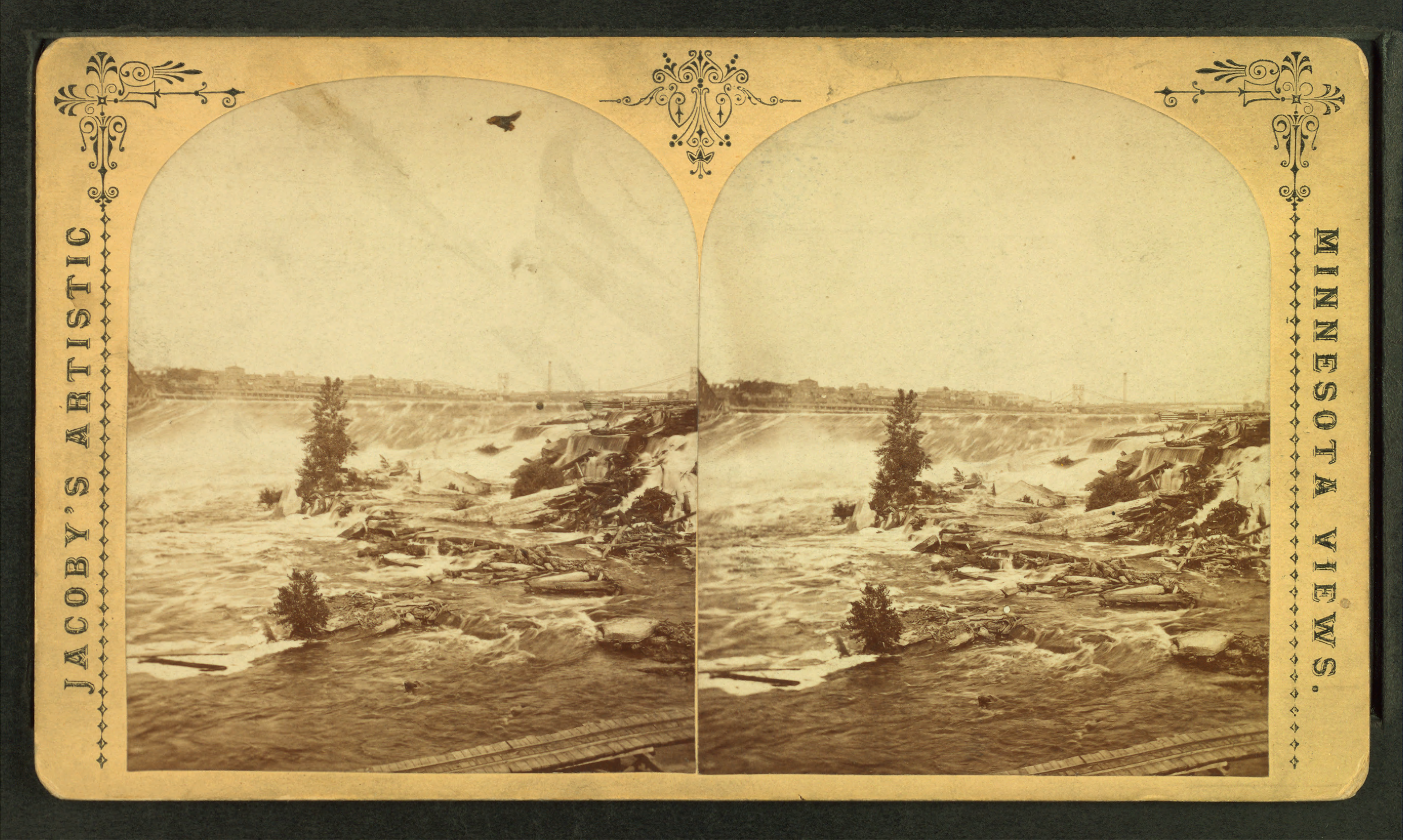
آبشار سنت آنتونی